# Mariantonia Palacios
Mariantonia Palacios (Caracas, Venezuela, 5 de octubre de 1960) es una pianista, compositora, directora, productora e investigadora musical venezolana. A lo largo de su carrera, se ha dedicado a contribuir con la historiografía musical de Venezuela y América Latina en la investigación, recopilación y difusión de la música y de los compositores de la región. Sus líneas de investigación abarcan la música venezolana y latinoamericana desde la Colonia hasta el siglo XXI, la edición crítica de partituras, y la música de las mujeres compositoras de los siglos XIX y XX.

## Familia
Nacida en Caracas en 1960 en el seno de una familia en la historia y las artes venezolanas. Su abuelo paterno, Inocente Palacios, fue músico, mecenas cultural e integrante de la «Generación del 28», cuya hermana fue la escritora Antonia Palacios. Su abuela paterna, Josefina Juliac, participó activamente en la resistencia contra la dictadura gomecista y fue cofundadora del Ateneo de Caracas. Su hermano, Juan Cristóbal Palacios, también se desempeña en el campo de la música como director de orquesta.
Su esposo, Juan Francisco Sans, fue un destacado catedrático y músico venezolano, cuya trayectoria dejó como legado amplios estudios sobre el quehacer musical en Venezuela y América Latina, habiendo publicado varios trabajos en colaboración con Palacios.

## Carrera
Inició sus estudios musicales a temprana edad en la Escuela de Rítmica Dalcroze con María Luisa Ortíz de Stopello. Posteriormente ingresó a la Escuela Nacional de Música Juan Manuel Olivares, egresando como profesora ejecutante de piano en 1982, habiendo cursado estudios con la profesora checa Gerty Reskova de Haas. También estudió en el prestigioso Conservatorio Nacional de Música Juan José Landaeta, donde obtendría el grado de «Maestro Compositor» y realizaría estudios de perfeccionamiento pianístico con la reconocida profesora estadounidense Harriet Serr. Además, se desempeñó como directora de la orquesta y grupos de cámara de este plantel, habiendo cursado estudios de dirección orquestal particulares con el maestro Pablo Castellanos y bajo la guía del maestro Alberto Grau en la Escuela de Canto Coral de la Schola Cantorum. Entre 1985 y 1990 fue la directora titular del Coro de la Ópera del Teatro Teresa Carreño.
Paralelamente a su formación en los conservatorios y escuelas de música del país, se licenció en la Escuela de Artes de la Universidad Central de Venezuela en la Mención Música, y en 1998 obtuvo el título de mMagister scientiarum en Musicología Latinoamericana en la misma institución.
Su carrera como docente en las universidades y conservatorios se inicia en 1978 y se prolonga por más de cuatro décadas, desempeñando también diversos cargos administrativos: la Dirección de la Escuela de Artes-UCV, (cargo para el cual fue electa en 1998); productora de eventos especiales de la Dirección de Cultura-UCV en 2004, asesora del Departamento de Proyectos Internacionales de la UCV; y fundadora y coordinadora del Centro Digital de Arte en 2009.
En 2003 inició una etapa internacional al ser nombrada Directora Artística de la Compañía Lírica Nacional de Costa Rica, así como de Directora de la Academia Musical Bansbach. Entre ese mismo año y el siguiente recibe la certificación de la Yamaha Music Foundation en Piano y Fundamentos en los grados 4 y 5, respectivamente. 
Entre 2009 y 2010 participó en el Diplomado Historias de las Américas como profesora invitada en la Universidad Metropolitana. Así mismo, colaboró con la Maestría en Música en la Universidad Simón Bolívar por espacio de doce años, entre 2005 y hasta 2017. 
Desde 2007 es la coordinadora y desarrolladora, junto con el profesor Hugo Quintana, de la Biblioteca Virtual Musicológica Juan Meserón, un portal web creado y mantenido por la Universidad Central con el objetivo de compilar y facilitar la consulta en línea de documentos fundamentales para el estudio de la música en Venezuela desde sus inicios como nación hasta la contemporaneidad.
A partir de 2008 se dedicaría por casi una década al diseño e implementación de cursos de educación continua, coordinando el Diplomado en Artes Liberales en la Universidad Central y dictando módulos de apreciación musical en varias instituciones caraqueñas.

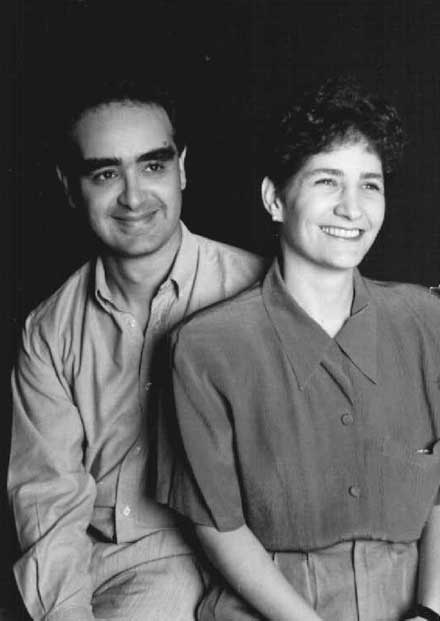
Juan Francisco Sans y Mariantonia Palacios en 1977.

Palacios desarrolló una intensa actividad junto a su esposo Juan Francisco Sans con el dúo pianístico Sans-Palacios desde 1978, especializado en la investigación e interpretación del repertorio escrito para un piano y dos pianos a cuatro manos. Con esta agrupación llevó a cabo una importante agenda de presentaciones dentro y fuera de Venezuela.
Paralelamente a su actividad musical, Palacios también se desempeñó en el área de las comunicaciones. Entre 1983 y 1997 fue locutora y productora del espacio Tema con Variaciones de Radio Capital, entre 1990 y 2000 en la Radio Nacional de Venezuela con el programa Compositores de América, y en la Emisora Cultural de Caracas con el programa Arte, Música e Ideas.
Desde 2019 está radicada en Colombia, trabajando como profesora del Instituto Tecnológico Metropolitano de Medellín y como Coordinadora de las Escuelas Yamaha de ese país.

## Publicaciones
Entre sus trabajos de investigación musicológica ha publicado los siguientes títulos:

### Libros y capítulos de libros
- Noticias musicales en los cronistas de la Venezuela de los siglos XVI-XVIII. (2000) Caracas: Fondo Editorial de Humanidades de la Universidad Central de Venezuela.[9] Trabajo galardonado con el Premio Bienal de Musicología Rhazés Hernández López del Consejo Nacional de la Cultura de Venezuela en 1998 y una mención publicación en el Premio de Investigación Musicológica de la Casa de las Américas de Cuba en 1999.
- María Luisa Escobar, un nombre escrito en nuestra historia. (2008) Caracas: Sociedad de Autores y Compositores de Venezuela.
- Discurso musical. (2010) Con Juan Francisco Sans. En: Suma del pensar venezolano. Tomo I, Libro 3. Caracas: Fundación Empresas Polar.
- Consideraciones preliminares para el estudio de la diáspora musical venezolana. En: En, desde y hacia las Américas. Músicas y migraciones transoceánicas. (2021) Madrid: Dykinson.
- Gonzalo Castellanos Yumar: Opera omnia para piano (2019), edición crítica de la integral para piano de este importante compositor venezolano. Caracas: Fondo Editorial de Humanidades de la Universidad Central de Venezuela.
- Inocente Carreño: obras para piano. (2009) Edición crítica de la obra pianística del compositor venezolano Inocente Carreño. Colección Clásicos de la Literatura pianística venezolana. Vol. 10. Caracas: Fondo Editorial de Humanidades de la Universidad Central de Venezuela.
- Repertorio nacionalista para dos pianos. (2005). Colección Clásicos de la Literatura pianística venezolana. Vol. 7. Caracas: Fondo Editorial de Humanidades de la Universidad Central de Venezuela.
- Tres cuadernos de Navidad de Juan Gutiérrez de Padilla. (1998)  Caracas: Fundación Vicente Emilio Sojo. Consejo Nacional de la Cultura.

### Artículos en revistas y publicaciones periódicas
- «Rasgos distintivos del valse venezolano en el siglo XIX». (1997) Revista Musical de Venezuela. Vol. 35: 99-116.[9]
- «1498-1998, quinientos años de las primeras noticias musicales en esta "Tierra de Gracia"». (1998) Revista Musical de Venezuela. Num. 37: 79-101.
- «Heraclio Fernández, "Nuevo método para acompañar en el piano piezas de baile...». (1998) Revista Musical de Venezuela. Num. 38: 299-342.
- «La Didáctica aplicada a la enseñanza del instrumento». (1998) Revista Electrónica de LÉEME. Num. 2: 39-45.
- «Los estudios musicológicos en Venezuela». (1999) Akademos. Num. 2: 9-18.
- «Patrones de improvisación y acompañamiento en la música venezolana de salón del siglo XIX». Con Juan Francisco Sans. (2001) Resonancias. Vol. 5 (8): 45-90. Artículo galardonado con una mención de honor del Premio de Musicología Samuel Claro Valdés de Chile en 2001.
- «La visita pastoral del obispo Mariano Martí a la Diócesis de Caracas y Venezuela, un documento fundamental para la historiografía musical venezolana». (2003) Revista Extramuros. Num. 18: 97-115.
- «La palabra cantada como herramienta evangelizadora en la América Colonial». (2005) Extramuros. Núm. 16: 49-62.
- «Una mirada a las danzas de la Venezuela colonial a través de fuentes documentales de los siglos XVI, XVII y XVIII». (2006) Revista Musical de Venezuela. Año XXVI (45): 54-75.
- «La música en las publicaciones periódicas venezolanas del siglo XIX». (2011) Boletimúsica. Núm. 30: 3-18.
- «La música en el proceso emancipador venezolano». (2011) Compromiso Gremial. Num. 18: 97-115.
- «Music in 19th century Venezuela». (2013) Politeja. Vol. 2 (24): 243-254.
- «La música del "bello sexo" en El Cojo Ilustrado». (2013) Revista Venezolana de Estudios de la Mujer. Vol. 18 (41): 224-240.
- «Ildefonso Meserón y Aranda, un exitoso empresario del siglo XIX». (2014) Música En Clave. Vol. 8 (2).
- «La música y la educación femenina en el siglo XIX». (2015) Revista Venezolana de Estudios de la Mujer. Vol. 20 (45): 87-104
- «La música en las misiones jesuíticas del territorio venezolano». (2016) Boletín de la Academia Nacional de la Historia de Venezuela. Vol. XCIX (396): 54-78.
- «¿Cómo se forja una línea de investigación en música?».  Con Juan Francisco Sans. Mayéutica: Revista Científica de Humanidades y Artes. Año 4 (4): 10-22.
- «Solfa en las misiones jesuíticas del Reino de la Nueva Granada». (2019) Trópico Absoluto.
- «Los compositores de Santa Capilla en los Festivales de Música de Caracas». Con Silvia Restrepo. Cuadernos de Análisis y Debate sobre Músicas Latinoamericanas Contemporáneas. (2019) Año II (2): 7-33.

## Obras musicales

### Discografía
- Nuevos Aguinaldos Venezolanos del Siglo XIX. Colección Ramón Montero. Solista en el Conjunto de Aguinaldos. Ediciones de Miguel Astor y Juan Francisco Sans. Caracas.
- Signos de la postmodernidad. (1999) Dúo Sans-Palacios (piano a cuatro manos). Ediciones de Juventudes Musicales de Venezuela
- A bailar tocan / Géneros de Pataleo en la Venezuela del siglo XIX. (2000) Dúo Sans-Palacios (piano a cuatro manos). Ediciones del Consejo de Desarrollo Científico y Humanístico de la Universidad Central de Venezuela.
- La música en tiempos de El Cojo Ilustrado. (2009) Ediciones del Consejo de Desarrollo Científico y Humanístico de la Universidad Central de Venezuela.
- Venezuela en piano. (2011) Mariantonia Palacios. Beco-Blohm, Caracas.